# Kamil Grosicki
Kamil Paweł Grosicki (Szczecin, Polonia, 18 de junio de 1988) es un futbolista internacional polaco que juega de centrocampista en el Pogoń Szczecin de la Ekstraklasa polaca.

## Selección nacional
Fue internacional con la selección sub-21 de Polonia antes de dar el salto a la selección absoluta el 2 de febrero de 2008, debutando en un partido amistoso contra Finlandia. Para la Eurocopa 2012 celebrada conjuntamente entre Polonia y Ucrania, fue uno de los seleccionados por Franciszek Smuda para representar a Polonia. Su única aparición en el campeonato se produjo el 16 de junio, en el segundo partido de la fase de grupos jugada en Breslavia, reemplazando a Eugen Polanski en los últimos 34 minutos de la derrota por 1-0 ante la República Checa.
El 7 de septiembre de 2014, en su vigésimo-cuarto partido como internacional,  anotó sus dos primeros goles vistiendo la camiseta de Polonia en la victoria por 7-0 ante la selección de fútbol de Gibraltar, durante la clasificación para la Eurocopa 2016. Tras clasificarse a la Eurocopa de 2016, fue un jugador clave para el equipo, proporcionando dos asistencias en el torneo; la primera a Jakub Błaszczykowski que anotaría ante Suiza en los octavos de final, y la segunda para Robert Lewandowski contra Portugal en los cuartos de final.[cita requerida]
La Eurocopa 2024 fue su tercera participación en el torneo y quedaron eliminados en la primera fase tras perder ante Países Bajos y Austria. Antes del último partido frente a Francia, anunció su retirada como internacional y su deseo de tener un encuentro de despedida en Varsovia. Este se produjo el 6 de junio de 2025, un amistoso frente a Moldavia que ganaron por dos a cero.

### Participaciones en Copas del Mundo
| Mundial                        | Sede  | Resultado        | Partidos | Goles |
| ------------------------------ | ----- | ---------------- | -------- | ----- |
| Copa Mundial de Fútbol de 2018 | Rusia | Primera fase     | 3        | 0     |
| Copa Mundial de Fútbol de 2022 | Catar | Octavos de final | 1        | 0     |

### Participaciones en Eurocopas
| Copa          | Sede     | Resultado        | Partidos | Goles |
| ------------- | -------- | ---------------- | -------- | ----- |
| Eurocopa 2016 | Francia  | Cuartos de final | 5        | 0     |
| Eurocopa 2024 | Alemania | Primera fase     | 1        | 0     |

## Clubes
| Club                           | País       | Año       | Partidos | Goles |
| ------------------------------ | ---------- | --------- | -------- | ----- |
| Pogoń Szczecin                 | Polonia    | 2006-2007 | 28       | 3     |
| Legia de Varsovia              | Polonia    | 2007-2009 | 14       | 1     |
| F. C. Sion (cedido)            | Suiza      | 2008      | 8        | 2     |
| Jagiellonia Białystok (cedido) | Polonia    | 2009      | 13       | 4     |
| Jagiellonia Białystok          | Polonia    | 2009-2011 | 57       | 11    |
| Sivasspor                      | Turquía    | 2011-2014 | 104      | 17    |
| Stade Rennes F. C.             | Francia    | 2014-2017 | 92       | 15    |
| Hull City A. F. C.             | Inglaterra | 2017-2020 | 123      | 25    |
| West Bromwich Albion F. C.     | Inglaterra | 2020-2021 | 19       | 1     |
| Pogoń Szczecin                 | Polonia    | 2021-     | 149      | 48    |

## Palmarés

### Títulos nacionales
| Título               | Club                  | País    | Año     |
| -------------------- | --------------------- | ------- | ------- |
| Copa de Polonia      | Legia de Varsovia     | Polonia | 2007-08 |
| Copa de Polonia      | Jagiellonia Białystok | Polonia | 2009-10 |
| Supercopa de Polonia | Jagiellonia Białystok | Polonia | 2010    |

### Distinciones individuales
| Distinción                      | Año     |
| ------------------------------- | ------- |
| Mejor jugador de la Ekstraklasa | 2023-24 |